# Lycaena caeruleopunctata
Lycaena caeruleopunctata är en fjärilsart som beskrevs av Otto Staudinger 1895. Lycaena caeruleopunctata ingår i släktet Lycaena och familjen juvelvingar. Inga underarter finns listade i Catalogue of Life.